# 哥倫比亞亞口魚
哥倫比亞亞口魚（學名：Catostomus columbianus）為輻鰭魚綱鯉形目亞口魚科的其中一種，為溫帶淡水魚，分布於北美洲美國加拿大卑詩省菲沙河至哥倫比亞河及美國奧勒岡州東部、愛達荷州、華盛頓州及內華達州Harney河流域。本魚體呈圓柱形，底部逐漸變細，口下位呈吸盤狀，體長可達30公分，棲息在沙石底質河川層水域，白天生活在較深的水域中，晚上時移入較淺的水域。成年後，它們以附生植物為食，稚魚則以水生幼體和浮游動物為食，繁殖期在5月左右，此時水溫在8-13℃之間，產卵量約為9,955至21,040個。 